# Xã Matchwood, Michigan
Xã Matchwood (tiếng Anh: Matchwood Township) là một xã thuộc quận Ontonagon, tiểu bang Michigan, Hoa Kỳ. Năm 2010, dân số của xã này là 94 người.